# Pozzallo
Pozzallo is een gemeente in de Italiaanse provincie Ragusa (regio Sicilië) en telt 18.377 inwoners (31-12-2004). De oppervlakte bedraagt 14,9 km², de bevolkingsdichtheid is 1233 inwoners per km².
De volgende frazioni maken deel uit van de gemeente: Pozzallo.

## Demografie
Pozzallo telt ongeveer 6493 huishoudens. Het aantal inwoners steeg in de periode 1991-2001 met 4,4% volgens cijfers uit de tienjaarlijkse volkstellingen van ISTAT.
| Jaar | Inwoneraantal |
| ---- | ------------- |
| 1991 | 17.176        |
| 2001 | 17.936        |

## Geografie
De gemeente ligt op ongeveer 20 m boven zeeniveau.
Pozzallo grenst aan de volgende gemeenten: Ispica, Modica.

## Geboren in Pozallo
- Giorgio La Pira (1904-1977), christendemocratisch politicus
- Giorgio Demetrio Gallaro (1948), geestelijke en bisschop